# Stewart Alsop
Stewart Alsop, Steward Johonnot Oliver Alsop (ur. 17 maja 1914 w Avon, zm. 26 maja 1974 w Waszyngtonie) – amerykański dziennikarz i wydawca.

## Życiorys
Urodził się jako Stewart Johonnot Oliver Alsop w Avon (Connecticut), jako syn Josepha Wrighta Alsopa IV, dyrektora ubezpieczeniowego oraz Corinne Douglas Robinson. Jego ojciec był członkiem legislatury Connecticut przez wiele kadencji i urzędnikiem publicznym. Jego matka, siostrzenica Theodore'a Roosevelta, była bardzo aktywna w polityce republikańskiej i była jedną z pierwszych kobiet wybranych do senatu stanowego. Alsop dorastał na wygodnej rodzinnej farmie mlecznej i tytoniowej, gdzie spory polityczne były na porządku dziennym. Ukończył studia na Uniwersytecie Yale, w New Haven.

## Służba wojskowa
W 1942 r. rozpoczął służbę w armii brytyjskiej, w 1943 r. został dowódcą plutonu piechoty we Włoszech. Później, w 1944 r., przeniesiono go do jednostek amerykańskich spadochroniarzy Office of Strategic Services (poprzednik Centralnej Agencji Wywiadowczej). Udzielał się następnie we francuskim ruchu oporu. Za zasługi na polu wojskowym został odznaczony francuskim Krzyżem Wojennym. 

## Dziennikarstwo
Wraz ze swoim bratem Josephem w latach 1946–1958 współtworzył stałą kolumnę polityczną Matter of Facts w czasopiśmie „New York Herald Tribune”. Przez 4 lata (w latach 1958-1962), wydawał dziennik „Saturday Evening Post”. Później, w 1968 r., rozpoczął współpracę z tygodnikiem „Newsweek”. W swoich pracach publicystycznych koncentrował się na problematyce politycznej, a jego celem było wywieranie wpływu na poglądy polityczne Amerykanów.